# Khan Abdul Ghaffar Khan
Khan Abdul Ghaffar Khan (pashto/urdu: خان عبد الغفار خان), född cirka 1890 i Hashtnagar, Utmanzai, Peshawar, Afghanistan, död 20 januari 1988 i Peshawar, Pakistan, var en pashtunsk politiker och spirituell ledare. Han är känd för sin icke-våldsliga mod i Brittiska Indien. Khan var en livslång pacifist, troende muslim och allierad med Mahatma Gandhi. Han var också känd som Badshah Khan (även Bacha Khan): pashto/urdu: "Hövdingens kung".

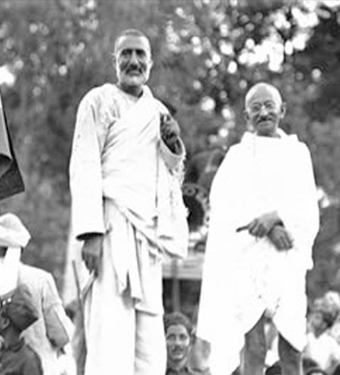
Ghaffar Khan med Mahatma Gandhi.